# Transatlantique Express
De Transatlantique Express was een van de treinen die, door de Compagnie Internationale des Wagons-Lits, werd ingezet om voor rederijen passagiers naar de vertrekhaven te vervoeren. De Transatlantique Express verzorgde de verbinding tussen Parijs en de haven van Le Havre, waar de reis per boot voortgezet werd.

## Geschiedenis
De trein is in 1900 in gebruik genomen om reizigers naar de haven van Le Havre te vervoeren. Daar was aansluiting op een schip van de Compagnie Générale Transatlantique voor bestemmingen in Amerika en Canada. De trein reed alleen als er voldoende reizigers waren. In 1914 is de treindienst beëindigd.

## Rollend materieel

### Rijtuigen
De trein bestond uit slaaprijtuigen, een restauratierijtuig en een bagagewagen.

## Route en Dienstregeling
| PH | land      | station  | km | HP |
| -- | --------- | -------- | -- | -- |
|    | Frankrijk | Parijs   |    |    |
|    | Frankrijk | Le Havre |    |    |